# Делла Скала, Лука
Лука Делла Скала (итал. Luca Della Scala; род. 11 марта 1963 года в Ареццо, Италия) — итальянский футболист, наиболее известный по выступлениям за клуб «Эмполи».

## Карьера
Лука начинал свою карьеру в академии «Фиорентины». В 1982 году на игрока обратил внимание спортивный директор «Эмполи» Сильвио Бини, уговоривший юношу присоединиться к его команде. Дебют Луки за тосканский коллектив состоялся 26 сентября того же года: он вышел на замену в матче против «Анконы». С февраля следующего года Лука стал игроком основы «Эмполи» и внёс хороший вклад в подъём клуба в Серию B по итогам сезона 1982/83. В сезоне 1985/86 Лука помог своей команде подняться ещё выше, в Серию А.
Первый матч в высшей итальянской лиге Лука сыграл 14 сентября 1986 года, целиком отыграв встречу с «Интернационале». Всего он принял участие в 29 матчах сезона 1986/87 и был одним из лидеров команды, сохранившей прописку в элите. 13 декабря 1987 года Лука забил единственный мяч в карьере, поразив ворота «Торино». По итогам сезона 1987/88 тосканцы вылетели в Серию B. Лука провёл в команде ещё год, после чего перебрался в «Катанию», отыграв 21 матч за 2 сезона. Сезон 1991/92 полузащитник провёл в «Массезе», сыграв в 7 встречах. На закате карьеры Лука выступал за «Черретезе» в Эччеленце — пятом дивизионе Италии. В 1997 году он покинул эту команду и завершил футбольную карьеру.

## Достижения
«Эмполи»
- Победитель Серии C1 (1): 1982/83